# Negotino
Negotino (kyrillisch Неготино; albanisch Negotina, indefinit Negotinë) ist eine Stadt in Nordmazedonien, die im Süden des Landes liegt und zur Region Vardar gehört. Die Stadt liegt am Fluss Vardar. Zu der Gemeinde gehören neben dem Hauptort noch einige kleine Dörfer, insgesamt hat sie 19.417 Einwohner.
Im Zuge des Tikveš-Aufstands, welcher 1913 in Vardar-Mazedonien ausbrach und sich gegen die neue serbische Herrschaft richtete, operierten serbische Tschetniks mit Unterstützung von 250 türkischen Başı Bozuk unter der Führung von Jovan Babunski und Arif Ağa zusammen in der Region, um den Aufstand niederzuschlagen. Dabei wurden zahlreiche Verbrechen an der bulgarischen Bevölkerung verübt. Mehr als 260 Dörfer wurden dem Erdboden gleichgemacht. In Negotino selbst wurden 750 der insgesamt 800 Häusern niedergebrannt.

## Städtepartnerschaften
- Gradiška, Bosnien und Herzegowina, seit April 2006[4]
- Nagykáta, Ungarn, seit August 2013[5]

## Söhne und Töchter der Stadt
- Aleksandar Hristov (1914–2000), jugoslawischer bzw. mazedonischer Rechtswissenschaftler
- Lazar Mojsov (1920–2011), jugoslawischer Politiker
- Sijche Andonova (* 1992), mazedonische Fußball-Nationalspielerin
- Nataša Andonova (* 1993), mazedonische Fußball-Nationalspielerin